# Kódži Funamoto
Kódži Funamoto (* 12. srpen 1942) je bývalý japonský fotbalista.

## Klubová kariéra
Hrával za Toyo Industries.

## Reprezentační kariéra
Kódži Funamoto odehrál za japonský národní tým v letech 1967–1975 celkem 19 reprezentačních utkání.

## Statistiky
| Japonsko | Japonsko | Japonsko |
| Roky     | Záp.     | Góly     |
| -------- | -------- | -------- |
| 1967     | 1        | 0        |
| 1968     | 1        | 0        |
| 1969     | 1        | 0        |
| 1970     | 1        | 0        |
| 1971     | 0        | 0        |
| 1972     | 5        | 0        |
| 1973     | 2        | 0        |
| 1974     | 0        | 0        |
| 1975     | 8        | 0        |
| Celkem   | 19       | 0        |